# Arieșeni
Arieșeni (ungarisch Lepus) ist eine rumänische Gemeinde im Kreis Alba in der Region Siebenbürgen.

## Lage

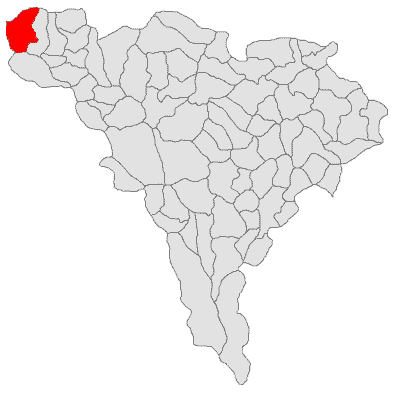
Lage der Gemeinde Arieșeni im Kreis Alba

Das Gemeindegebiet erstreckt sich über das Ursprungsgebiet des Flusses Arieșul Mare – eines Quellflusses des  Arieș – im Bihor-Gebirge (rum. Munții Bihorului), im Westen Siebenbürgens. Die nächste Stadt Câmpeni ist 40 Kilometer und die Kreishauptstadt Alba Iulia ca. 120 Kilometer entfernt (jeweils südöstlich). Wenige Kilometer südwestlich des Ortes befindet sich der höchste Gipfel des Bihor- und gleichzeitig des Apuseni-Gebirges, der Curcubăta Mare, mit 1849 Meter.

## Geschichte
Das Dorf wurde im Jahr 1909 unter dem Namen Lepus erstmals urkundlich erwähnt. Die Siedlung besteht jedoch schon weit länger. Sie war Teil der 1673 erstmals erwähnten Großgemeinde Râul Mare – die die Weiler im Tal des  Arieșul Mare umfasste – und wurde vor allem durch Forst- und Weidewirtschaft geprägt.

## Bevölkerung
1930 lebten auf dem Gebiet der heutigen Ortschaft 2020 Einwohner. Im Jahr 2002 bezeichneten sich in den 18 meist kleinen Siedlungen die 1921 Einwohner der Gemeinde durchweg als Rumänen. Die Einwohnerzahl nahm seit dem Höhepunkt 1966 (damals 2990) deutlich ab. Im Ort Arieșeni selbst lebten 2002 98 Personen.

## Verkehr
Arieșeni liegt am Drum național 75 von Turda (Thorenburg) nach Ștei (ung. Vaskohsziklás). Diese führt westlich des Ortes über den Vârtop-Pass (1160 m), der eine wichtige Verbindung zwischen dem Kreischgebiet und Siebenbürgen darstellt.

## Sehenswürdigkeiten
- Die im Ort 1791 errichtete Holzkirche Înălțarea Domnului, besitzt eine bedeutende Sammlung von Holz- und Hinterglasikonen. Heute mit einem Blechdach gedeckt, steht die Kirche unter Denkmalschutz.[6]
- In der Umgebung der Gemeinde liegen zahlreiche touristische Ausflugsziele des Bihor-Gebirges.

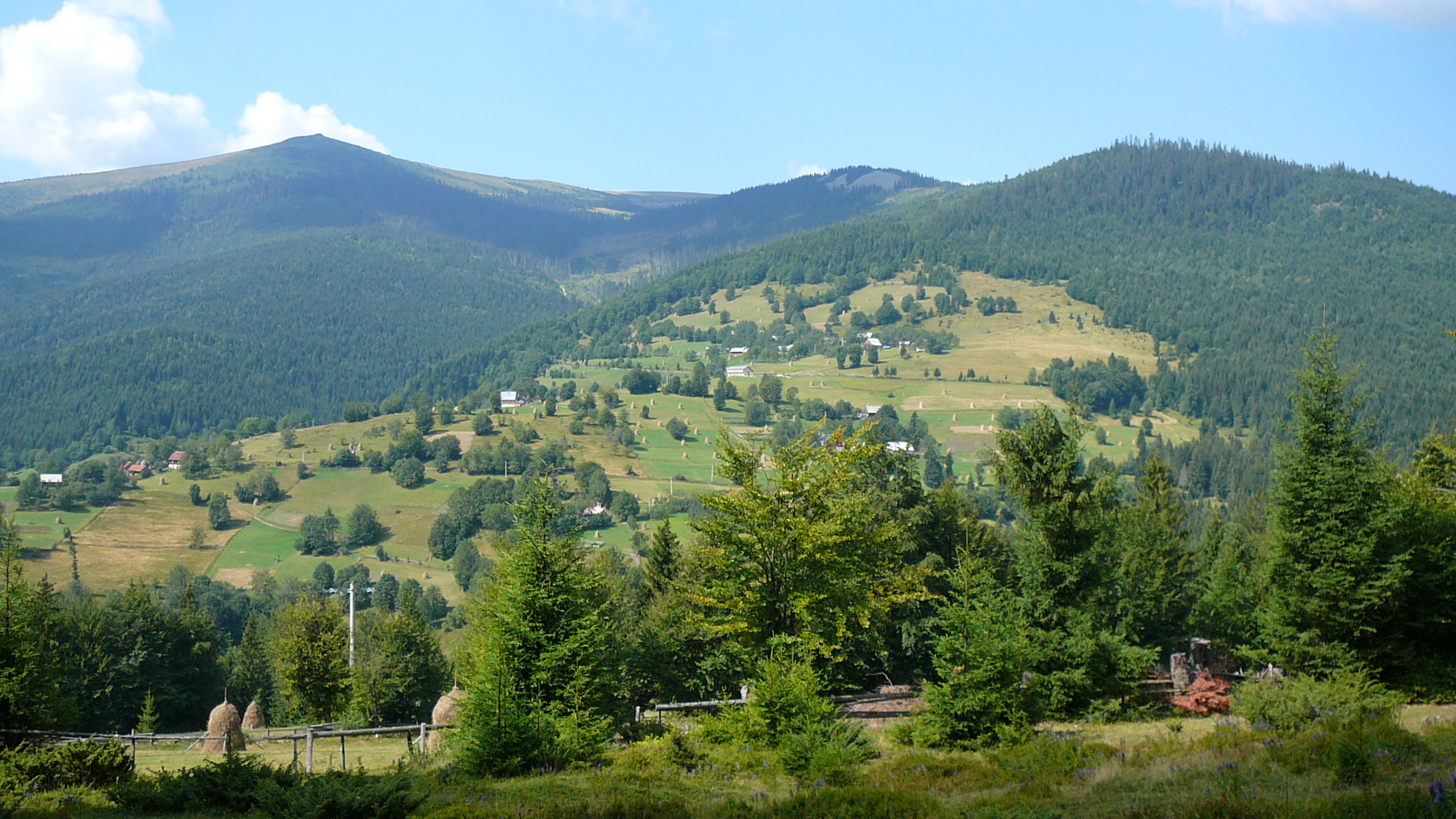
Umgebung von Arieşeni
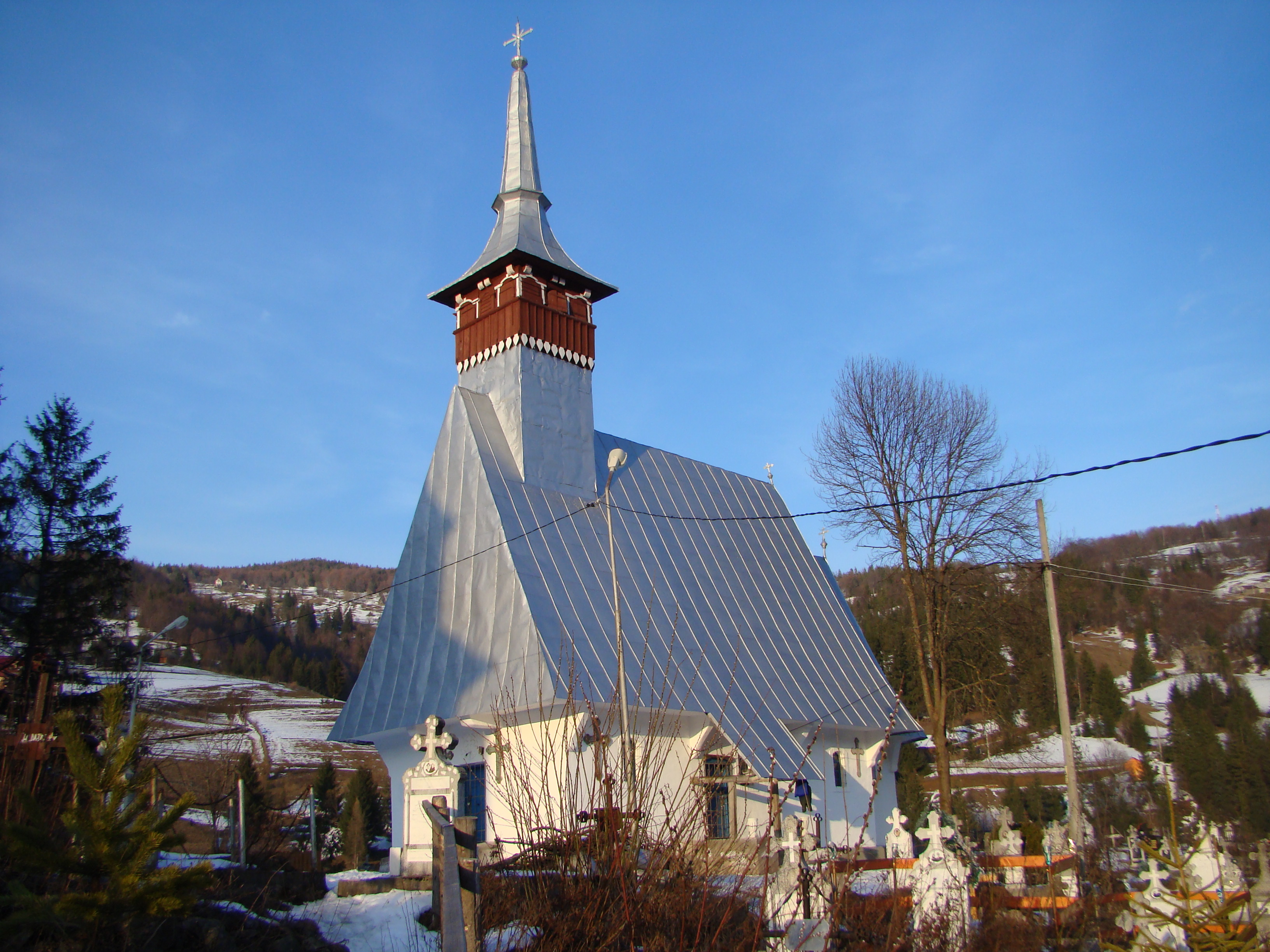
Holzkirche von Arieşeni
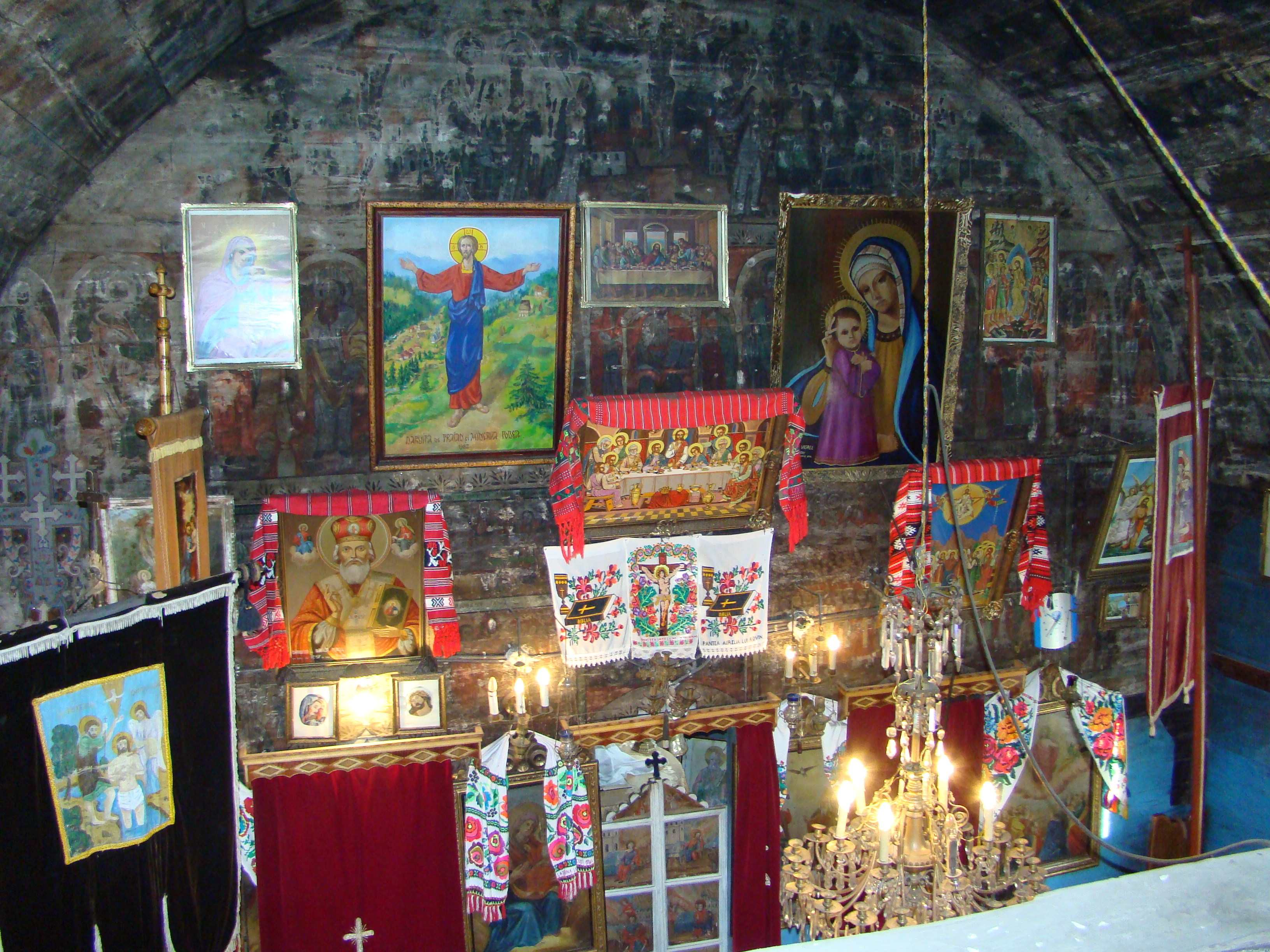
Innenansicht der Holzkirche
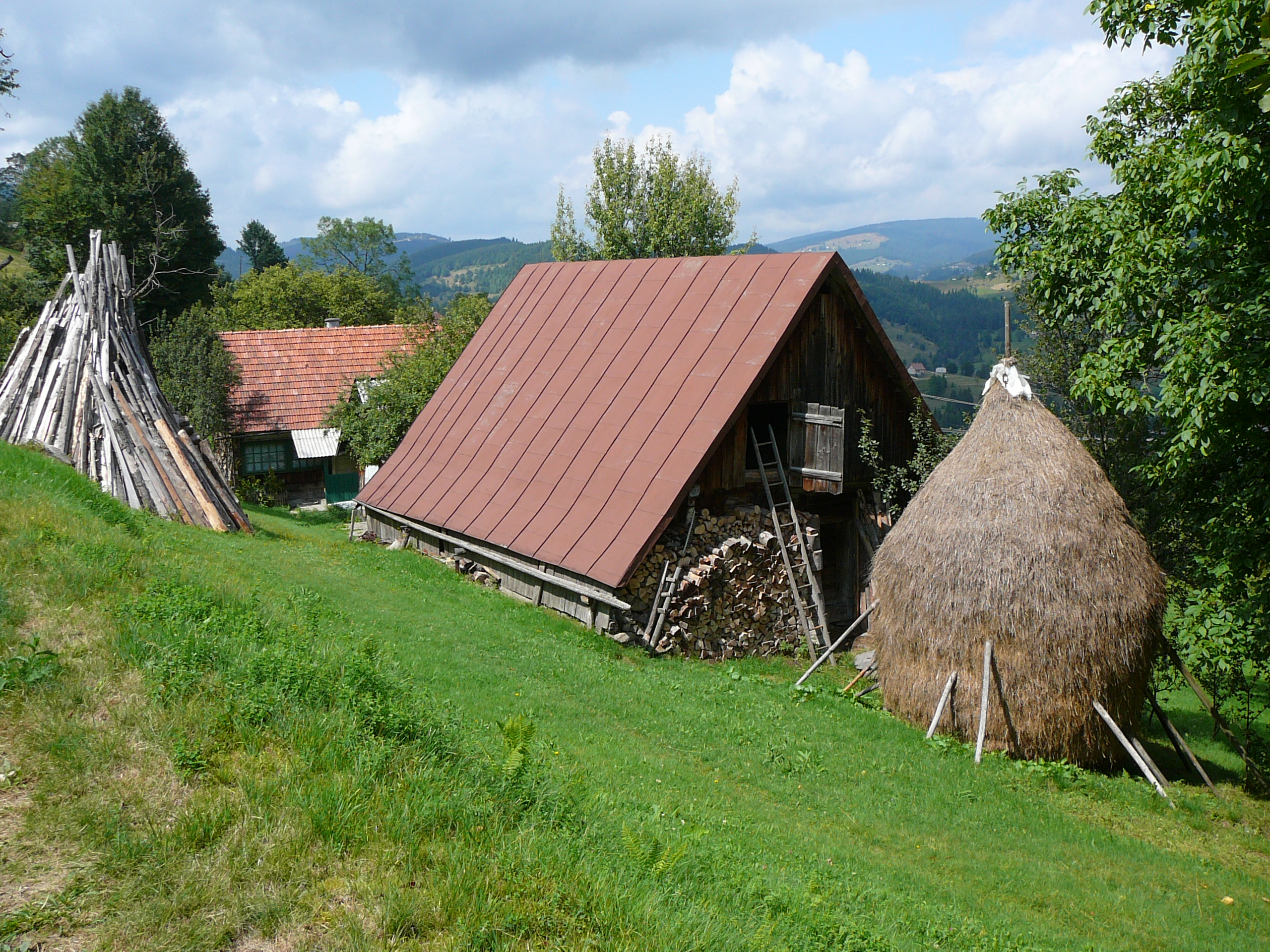
Bauernhof im Gemeindeteil Galbena